# 福井市東郷小学校
福井市東郷小学校（ふくいし とうごうしょうがっこう）は、福井県福井市にある公立小学校。

## 沿革
- 1871年（明治4年）2月 - 東郷郷学校として創立する。
- 1873年（明治6年）1月 - 学制による東郷小学校発足。
- 1887年（明治20年）3月 - 脇小学校を廃し、東郷小学校に編入。
- 1897年（明治30年）7月 - 円城小学校を合併。
- 1900年（明治33年）12月 - 深見小学校を合併する。栃泉の現在地に校舎新築。
- 1923年（大正12年）7月 - 本校校地内に幼稚園を設置。
- 1941年（昭和16年）4月 - 国民学校令により東郷村国民学校と改称。
- 1947年（昭和22年）4月 - 学制改革により東郷村立東郷小学校と改称。
- 1955年（昭和30年）7月 - 東郷村が足羽村に合併し、足羽村立東郷小学校と改称。
- 1960年（昭和35年）8月 - 町政施行に伴い、足羽町立東郷小学校と改称。
- 1971年（昭和46年）9月 - 足羽町の福井市合併により、福井市東郷小学校と改称[1]。

## 通学区域
- 円成寺町、上東郷町、上毘沙門町、下東郷町(2・3号を除く)、下毘沙門町、小路町、東郷中島町、東郷二ケ町、栃泉町、中毘沙門町、深見町、南山町、安原町、脇三ケ町[2]

## 進学先中学校
- 福井市足羽第一中学校

## アクセス
電車
- JR越美北線越前東郷駅より、徒歩5分。

バス
- 北陸新幹線・ハピラインふくい・えちぜん鉄道福井駅より、京福バス一乗谷・東郷線（62系統）で東郷停留所下車、徒歩3分。